# قشة فضي
القِشّة الفضيّ (الأسم العلمي: Mico argentatus) هو من قرود العالم الجديد الذي يعيش في غابات الأمازون المطيرة الشرقية في البرازيل.
لون فراء هذه القشة فضي اللون؛ رمادي فضيّ باستثناء الذيل الداكن. آذانه عارية ولون الجلد لحمي. يصل حجمها من 18 إلى 28 سنتيمتر (7.1 إلى 11.0 بوصة) ويزن من 300 إلى 400 غرام.
القشة الفضي هي قرود نهاريّة وشجريّة، تستخدم مخالبها لتسلق الأشجار، وهي من سُكان الغابات المطيرة في الأصل، ويقضون الليل في أجوف الأشجار أو في نباتات القريبة. ويعيشون معًا في مجموعات صغيرة ويضعون علامة على أراضيهم بالغدد ذات الرائحة، ويطردون المُتطفلين عن طريق الصراخ أو عن طريق تعبيرات الوجه (الحواجب السفلية والشفاه المحمية).
النظام الغذائي لهذه القشة في الغالب تتكون من عصارة الأشجار. إلى حد أقل، يأكلون أيضًا بيض الطيور والفواكه والحشرات والفقاريات الصغيرة.
بعد فترة حمل مدتها 145 يومًا، تحمل الأنثى نسلين (أو نادراً ما ثلاثة). كما هو الحال بالنسبة للعديد من فصيلتهم ، يشارك الأب وأعضاء المجموعة الآخرين في تربية الأبناء. في غضون ستة أشهر، يفطم الشباب، مع بلوغ مرحلة النضج الكامل حوالي عامين من العمر.
تشير الدراسات إلى أن القشة الفضي تفضل غابات النمو الثانوي وغابات النمو الحواف نظرًا لبعض الفوائد التي يقدمها الموطن مثل وفرة فريسة الحشرات والنباتات الكثيفة.